# Me & Isaac Newton
Me & Isaac Newton (Eu e Isaac Newton em portguês) é um documentário de 1999 dirigido por Michael Apted e produzido pela Clear Blue Sky Productions. 

## Sinopse
Com uma abordagem levemente humorística, o filme explora os avanços humanos no campo das ciências. Tanto Apted quanto Paul G. Allen, diretor e financiador do filme, respectivamente, apresentam segmentos de entrevistas com vários cientistas e pesquisadores sobre suas visões na ciência, da mesma forma que fizeram anteriormente com as artes no documentário Inspirations.
O filme conta com Gertrude Elion, Ashok Gadgil, Michio Kaku, Maja Matarić, Steven Pinker, Karol Sikora e Patricia Wright.
Estima-se que Eu e Isaac Newton tenha arrecadado US$ 32.269 com um orçamento estimado de US$ 1.500.000. Em seu fim de semana de estreia, o documentário arrecadou US$ 6.382.
Em 17 de setembro de 1999, o documentário estreou no Festival Internacional de Cinema de Toronto.

## Recepção crítica
Eu e Isaac Newton tivemos uma recepção geralmente positiva. O crítico de cinema Stephen Holden, do New York Times, deu nota quatro de cinco.
Mick LaSalle, do SFGate, descreveu o filme como "elegante e bastante equilibrado".
O documentário não recebeu apenas elogios. Maria Garcia, do Film Journal, comentou sobre a "estruturação não natural", que ela acredita ter impedido o filme de informar o público sobre as realizações e personalidades individuais dos diferentes cientistas. Devido à edição de Apted, ela achou o documentário muito rápido e estilizado em uma estrutura narrativa que Apted preferia.